# Vigésima Emenda à Constituição dos Estados Unidos
A Vigésima Emenda (Amendment XX) à Constituição dos Estados Unidos transferiu o início e o término dos mandatos do presidente e do vice-presidente de 4 de março para 20 de janeiro, e dos membros do Congresso de 4 de março para 3 de janeiro. Ela também estabelece disposições que determinam o que deve ser feito quando não há um presidente eleito. A Vigésima Emenda foi adotada em 23 de janeiro de 1933.
A emenda reduziu a transição presidencial [en] e o período de "pato manco [en]", pelo qual os membros do Congresso e o presidente cumprem o restante de seus mandatos após uma eleição. A emenda estabeleceu que os mandatos do Congresso começassem antes dos mandatos presidenciais e que o novo Congresso, e não o anterior, realizasse uma eleição contingente [en] se o Colégio Eleitoral chegasse a um impasse com relação às eleições presidenciais ou vice-presidenciais.

## Texto
Seção 1. Os mandatos do Presidente e do Vice-Presidente terminarão ao meio-dia do 20º dia de janeiro, e os mandatos dos Senadores e Deputados ao meio-dia do 3º dia de janeiro dos anos em que esses mandatos terminariam se este artigo não tivesse sido ratificado; e os mandatos de seus sucessores começarão então.
Seção 2. O Congresso se reunirá pelo menos uma vez a cada ano, e essa reunião começará ao meio-dia do dia 3 de janeiro, a menos que a lei determine um dia diferente.
Seção 3. Se, na data fixada para o início do mandato do Presidente, o Presidente eleito tiver falecido, o Vice-Presidente eleito se tornará Presidente. Se um presidente não tiver sido escolhido antes da data fixada para o início de seu mandato, ou se o presidente eleito não tiver conseguido se qualificar, o vice-presidente eleito atuará como presidente até que um presidente tenha se qualificado; e o Congresso poderá, por lei, prever o caso em que nem o presidente eleito nem o vice-presidente eleito tenham se qualificado, declarando quem atuará como presidente ou a maneira pela qual a pessoa que atuará deverá ser selecionada, e essa pessoa atuará de acordo com isso até que um presidente ou vice-presidente tenha se qualificado.
Seção 4. O Congresso pode, por lei, prever o caso de morte de qualquer uma das pessoas dentre as quais a Câmara dos Representantes possa escolher um Presidente, sempre que o direito de escolha lhes couber, e o caso de morte de qualquer uma das pessoas dentre as quais o Senado possa escolher um Vice-Presidente, sempre que o direito de escolha lhes couber.
Seção 5. As seções 1 e 2 entrarão em vigor no 15º dia de outubro após a ratificação deste artigo.
Seção 6. Este artigo ficará inoperante a menos que tenha sido ratificado como emenda à Constituição pelas legislaturas de três quartos dos vários Estados dentro de sete anos a partir da data de sua apresentação.

## Contexto histórico

### Texto original da Constituição
O Artigo I, Seção 4, Cláusula 2 da Constituição estabelece que o Congresso deve se reunir pelo menos uma vez por ano. A data padrão especificada é a primeira segunda-feira de dezembro, embora o Congresso tenha o poder de definir outra data e o presidente possa convocar sessões especiais.
O texto original da Constituição definia uma duração para os mandatos das autoridades federais eleitas, mas não as datas específicas em que esses mandatos começariam ou terminariam. Em setembro de 1788, após os nove estados necessários terem ratificado a Constituição, o Congresso da Confederação definiu o dia 4 de março de 1789 como a data "para o início dos procedimentos" do governo recém-reorganizado. Apesar do fato de o novo Congresso e a administração presidencial não terem começado a funcionar até abril, o dia 4 de março foi considerado o início dos mandatos das autoridades recém-eleitas e, portanto, dos mandatos de seus sucessores. A Constituição não especificava uma data para as eleições federais, mas, na época da segunda eleição presidencial em 1792, o Congresso havia aprovado uma lei que exigia que os eleitores presidenciais fossem escolhidos em novembro ou no início de dezembro. Em 1845, isso foi reduzido a um único dia, no início de novembro. As eleições para o Congresso geralmente eram realizadas no mesmo dia.

### Questões
O resultado dessas decisões de agendamento foi um período de quatro meses de "pato manco" entre a eleição e a posse do novo presidente. Para o Congresso, a situação foi mais incômoda. Como o Artigo I, Seção 4, Cláusula 2, exigia uma reunião do Congresso todo mês de dezembro, após a eleição, mas antes do término dos mandatos do Congresso, a Constituição exigia uma sessão de "pato manco" nos anos pares; a próxima sessão não era exigida até dezembro seguinte, o que significava que os novos membros do Congresso poderiam não começar seu trabalho até mais de um ano após terem sido eleitos. Às vezes, as sessões especiais se reuniam no início do ano, mas isso nunca se tornou uma prática regular, apesar de a Constituição permitir isso. Na prática, o Congresso geralmente se reunia em uma longa sessão que começava em dezembro dos anos ímpares e em uma curta sessão "pato manco" em dezembro dos anos pares.
O longo período de "pato manco" pode ter sido uma necessidade prática no final do século XVIII, quando qualquer autoridade recém-eleita poderia precisar de vários meses para colocar seus assuntos em ordem e depois ir até Washington, mas acabou tendo o efeito de impedir o funcionamento do governo na era moderna. Desde o início do século XIX, isso também significava que o Congresso e a administração presidencial não conseguiriam responder adequadamente a uma crise nacional significativa em tempo hábil. Cada instituição poderia fazer isso com base na teoria de que, na melhor das hipóteses, um Congresso ou uma administração que estivesse frágil não teria tempo nem mandato para resolver os problemas, enquanto a nova administração ou o novo Congresso teria tempo e um novo mandato eleitoral para examinar e resolver os problemas que a nação enfrentava. Esses problemas muito provavelmente estariam no centro do debate do ciclo eleitoral recém-concluído.
Esse dilema foi observado principalmente em 1861 e 1933 após as eleições de Abraham Lincoln e Franklin D. Roosevelt, respectivamente, além dos novos senadores e deputados eleitos. De acordo com a Constituição da época, esses presidentes tiveram de esperar quatro meses para que eles e os novos Congressos pudessem lidar com a secessão dos estados do Sul e com a Grande Depressão, respectivamente.
Em 1916, durante a Primeira Guerra Mundial, o presidente Woodrow Wilson elaborou um plano para evitar uma presidência "pato manco" e permitir que seu oponente republicano Charles Evans Hughes assumisse os poderes presidenciais imediatamente após a vitória na eleição. Wilson planejou nomear Hughes como Secretário de Estado, que, de acordo com a Lei de Sucessão Presidencial [en] de 1886, era o segundo na linha de sucessão presidencial. O presidente Wilson e o vice-presidente Thomas R. Marshall teriam então renunciado, deixando Hughes como presidente interino. O plano nunca foi implementado porque Wilson foi reeleito por pouco.

## Proposta e ratificação

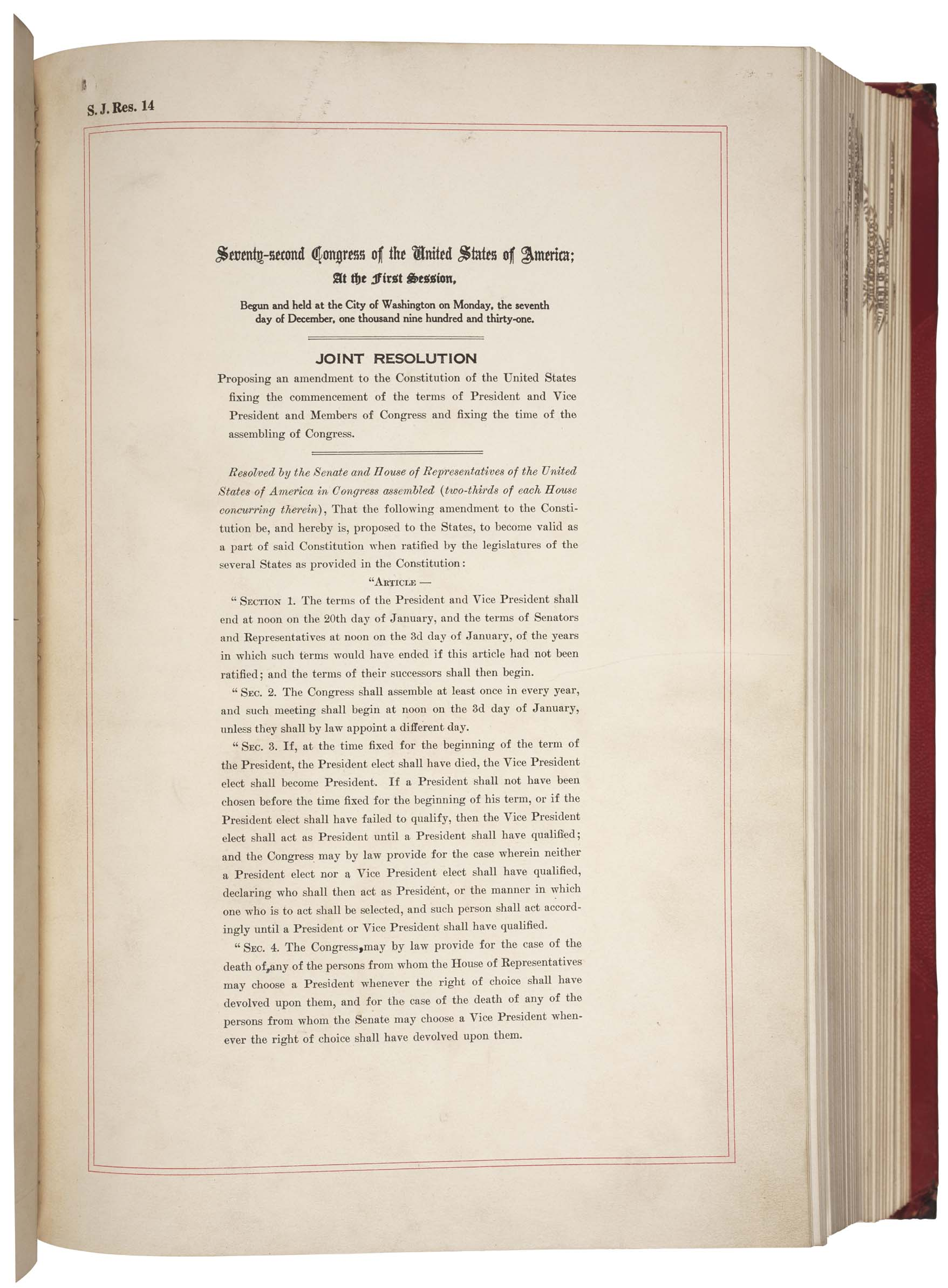
Página 1 da Vigésima Emenda.

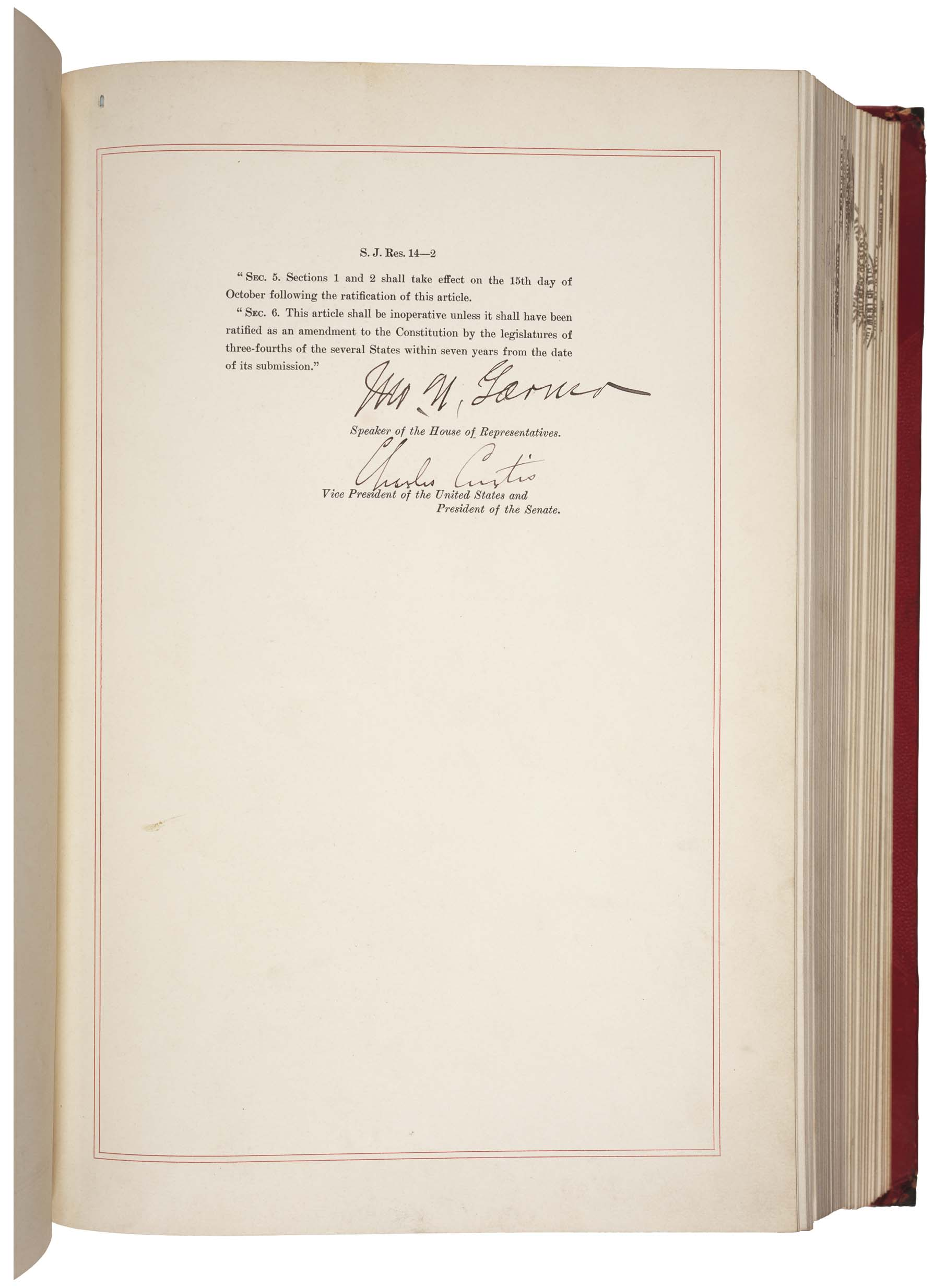
Página 2 da Vigésima Emenda.

O 72º Congresso [en] propôs a Vigésima Emenda em 2 de março de 1932, e a emenda foi ratificada pelos seguintes estados. Foi adotada em 23 de janeiro de 1933, depois que 36 estados, ou seja, três quartos dos 48 estados existentes na época, ratificaram a Emenda.
- Virgínia: 4 de março de 1932;
- Nova York: 11 de março de 1932;
- Mississippi: 16 de março de 1932;
- Arkansas: 17 de março de 1932;
- Kentucky: 17 de março de 1932;
- New Jersey: 21 de março de 1932;
- Carolina do Sul: 25 de março de 1932;
- Michigan: 31 de março de 1932;
- Maine: 1º de abril de 1932;
- Rhode Island: 14 de abril de 1932;
- Illinois: 21 de abril de 1932;
- Louisiana: 22 de junho de 1932;
- Virginia Ocidental: 30 de julho de 1932;
- Pennsylvania: 11 de agosto de 1932;
- Indiana: 15 de agosto de 1932;
- Texas: 7 de setembro de 1932;
- Alabama: 13 de setembro de 1932;
- Califórnia: 4 de janeiro de 1933;
- Carolina do Norte: 5 de janeiro de 1933;
- Dakota do Norte: 9 de janeiro de 1933;
- Minnesota: 12 de janeiro de 1933;
- Arizona: 13 de janeiro de 1933;
- Montana: 13 de janeiro de 1933;
- Nebraska: 13 de janeiro de 1933;
- Oklahoma: 13 de janeiro de 1933;
- Kansas: January 16, 1933;
- Oregon: January 16, 1933;
- Delaware: January 19, 1933;
- Washington: January 19, 1933;
- Wyoming: January 19, 1933;
- Iowa: January 20, 1933;
- Dakota do Sul: January 20, 1933;
- Tennessee: January 20, 1933;
- Idaho: January 21, 1933;
- Novo México: January 21, 1933;
- Missouri: 23 de janeiro de 1933;

A quantidade satisfez a exigência de três quartos dos 48 estados existentes na época. A emenda foi posteriormente ratificada por:
- Geórgia: 23 de janeiro de 1933;
- Ohio: 23 de janeiro de 1933;
- Utah: 23 de janeiro de 1933;
- Massachusetts: 24 de janeiro de 1933;
- Wisconsin: 24 de janeiro de 1933;
- Colorado: 24 de janeiro de 1933;
- Nevada: 26 de janeiro de 1933;
- Connecticut: 27 de janeiro de 1933;
- New Hampshire: 31 de janeiro de 1933;
- Vermont: 2 de fevereiro de 1933;
- Maryland: 24 de março de 1933;
- Flórida: 26 de abril de 1933.

## Efeitos
A Seção 1 da Vigésima Emenda prescreve que o início e o fim do mandato de quatro anos do presidente e do vice-presidente serão ao meio-dia de 20 de janeiro. A mudança substituiu a referência da Décima Segunda Emenda a 4 de março como a data em que a Câmara dos Representantes deve - sob circunstâncias em que nenhum candidato obteve a maioria absoluta dos votos para presidente no Colégio Eleitoral - conduzir uma eleição presidencial contingente. A nova data reduziu o período entre o dia da eleição em novembro e o Dia da Posse (transição presidencial) em seis semanas. A Seção 1 também especifica o meio-dia de 3 de janeiro como o início e o fim dos mandatos dos membros do Senado e da Câmara dos Deputados; a data anterior também era 4 de março.
A Seção 2 muda a data de início anual das sessões do Congresso da primeira segunda-feira de dezembro, conforme determina o Artigo I, Seção 4, Cláusula 2, para o meio-dia de 3 de janeiro do mesmo ano, embora o Congresso ainda possa, por lei, definir outra data e o presidente possa convocar sessões especiais. Essa alteração eliminou as sessões prolongadas de "pato manco" do Congresso. Como resultado dessa alteração, se a votação do Colégio Eleitoral não resultar na eleição de um presidente ou vice-presidente, o Congresso entrante realizará uma eleição contingente, seguindo o processo estabelecido na Décima Segunda Emenda.
A Seção 3 refina ainda mais a Décima Segunda Emenda ao declarar que, se o presidente eleito falecer antes do dia da posse, o vice-presidente eleito tomará posse como presidente nesse dia e cumprirá o mandato completo de quatro anos para o qual foi eleito. Afirma ainda que se, no dia da posse, um presidente eleito ainda não tiver sido escolhido ou não for qualificado, o vice-presidente eleito se tornará presidente interino no dia da posse até que um presidente eleito seja escolhido ou o presidente eleito se qualifique; anteriormente, a Constituição não dizia o que deveria ser feito se o Colégio Eleitoral tentasse eleger uma pessoa constitucionalmente não qualificada como presidente.
A Seção 3 também autoriza o Congresso a determinar quem deve ser o presidente interino se um novo presidente e vice-presidente não tiverem sido escolhidos até o dia da posse. Agindo com base nessa autoridade, o Congresso acrescentou a "falha na qualificação" como uma possível condição para a sucessão presidencial na Lei de Sucessão Presidencial de 1947. Anteriormente, a Constituição não se manifestava sobre esse ponto, e essa falta de orientação quase causou crises constitucionais em duas ocasiões: quando a Câmara dos Representantes parecia incapaz de resolver o impasse da eleição de 1800 e quando o Congresso parecia incapaz de resolver a disputada eleição de 1876.
A Seção 4 permite que o Congresso esclareça, por meio de lei, o que deve ocorrer se a Câmara dos Representantes tiver que eleger o presidente e um dos candidatos escolhidos morrer, ou se o Senado tiver que eleger o vice-presidente e um dos candidatos escolhidos morrer. O Congresso nunca promulgou uma lei desse tipo.

### Efeito sobre os mandatos de autoridades eleitas
Em 15 de fevereiro de 1933, 23 dias após a adoção da emenda, o presidente eleito Roosevelt foi alvo de uma tentativa de assassinato por Giuseppe Zangara [en]. Embora Roosevelt não tenha sido ferido, se a tentativa tivesse sido bem-sucedida, o vice-presidente eleito John Nance Garner teria se tornado presidente em 4 de março de 1933, de acordo com a Seção 3.
A Seção 5 adiou a entrada em vigor das Seções 1 e 2 até o primeiro dia 15 de outubro após a ratificação da emenda. Como foi adotada em 23 de janeiro de 1933, a Seção 1 encurtou os mandatos dos representantes eleitos para o 73º Congresso [en] (1933-1935), bem como os dos senadores eleitos para mandatos que terminariam em 1935, 1937 e 1939, em 60 dias, encerrando esses mandatos em 3 de janeiro de cada ano ímpar, em vez da data de 4 de março em que esses mandatos originalmente deveriam expirar. A Seção 5 também fez com que o 73º Congresso não precisasse se reunir até 3 de janeiro de 1934.
O primeiro Congresso a abrir sua primeira sessão e iniciar os mandatos de seus membros na nova data foi o 74º Congresso [en], em 1935. Os primeiros mandatos presidenciais e vice-presidenciais a começarem na data indicada pela Vigésima Emenda foram os segundos mandatos [en] do Presidente Roosevelt e do Vice-Presidente Garner, em 20 de janeiro de 1937. Como a Seção 1 encurtou o primeiro mandato de ambos (1933-1937) em 43 dias, Garner serviu como vice-presidente por dois mandatos completos, mas não serviu por oito anos completos: sua vice-presidência foi de 4 de março de 1933 a 20 de janeiro de 1941.